# Actinothoe paradoxa
Actinothoe paradoxa is een zeeanemonensoort uit de familie Sagartiidae.
Actinothoe paradoxa is voor het eerst wetenschappelijk beschreven door McMurrich in 1893.